# Суспільне Львів
«Суспільне Львів» (Філія АТ «НСТУ» «Львівська регіональна дирекція») — українська регіональна суспільна телерадіокомпанія, філія Національної суспільної телерадіокомпанії України, до якої входять однойменний телеканал, радіоканал «Українське радіо Львів» та діджитал-платформи, які мовлять на території Львівської області.

## Історія

### TVP LWOW
Тестове мовлення «TVP» було у січні 1939 року. Втім, через Другу світову війну, повноцінне мовлення не розпочали. Ймовірно, вони могли би мовити тоді з передавача потужністю 2 кіловати у тестовому режимі, а згодом, повноцінно — і з 16-ти кіловатника «TVP1», а з двокіловатника, так само — і «TVP LWOW». А, ймовірно, «Polskie Radio Lwow» цілком міг би дублював «TVP LWOW» у радіоваріанті. Обидві ці передавачі використовувало «Polskie Radio Lwow».

### Державне мовлення
Телевежу у Львові, що передавала сигнал з телецентру, добудували 31 грудня 1957 року, а перший прямий етер телебачення був 24 грудня 1957 року, коли транслювали отриманою днями пересувною телестанцією балет «Есмеранда» з Львівської опери. Першою дикторкою, що була тоді у ложі театру, була Стефанія Харчук. Спершу всі програми Львівської студії телебачення, що звели на місці австрійського порохового складу XIX століття, виходили наживо і переважно українською мовою. Львівське телебачення було одним з перших в УРСР. На першому етапі телерадіокомпанія охоплювала покриттям Львівську, Івано-Франківську, Тернопільську, Волинську, Рівненську, Чернівецьку та Закарпатську області. Ветеран львівського телебачення Валентин Зуєвський пригадує:
|  | Спершу виходили в ефір раз на тиждень, у четвер. Робили кіно, оголошення. Тривало все приблизно дві години. Для того, щоб показувати кіно, ми в гаражі натягнули екран і робили туди проекцію, і це зображення давали в ефір за допомогою камери. Люди дивились... Так тривало довгий час, поки не обладнали стаціонарний студійний проектор. У нас не було можливостей робити масові передачі, з великою кількістю людей, але ми розвивалися, на студію прийшло багато нових працівників. |

Розповідає, що наприкінці 1958 року — початку 1959 року, на каналі працювало близько сотні людей. Один з глядачів І. Головко тоді розповідав про якість сигналу Львівського телебачення:
|  | Зображення на екрані були чіткі — гірше було зі звуком, який іноді зовсім губився. |

Така потужна структура утворювалась фахівцями з різних областей УРСР, що прийшли сюди з різних творчих і технічних сфер — кіностудій, радіостанцій, театрів, консерваторій і газет, що стажувалися на «Центральному телебаченні СРСР», «Українському телебаченні» та «Інтербаченні».
1976 року Львівське телебачення перейшло на кольорове телебачення SECAM.
Для розширення покриття Львівського телебачення, ЦТ СРСР та УТ, що подеколи, у гірських селах, ділили єдину частоту, використовували радіорелейні лінії, які зводилися з 1963—1964 року (особливо, у 2005—2010 роках, коли діяла програма «Мовлення територіальних громад»), а з 1991—1992 року — і ретранслятори. Але задіяли не всі. За офіційними даними, у 1985 році, покриття 1 програми ЦТ СРСР по Львівщині та Україні склало 95 %; 2 програми — 29 %; Українського телебачення — 80 %.
1985 року Львівська студія телебачення організувала телеміст з Вінніпегом (Канада). У 1987—1990 роках Львівське телебачення на частоті 1 каналу ЦТ СРСР транслювали подовжену програму.
З квітня — травня 1990 до січня 2017 року «Львівське телебачення» показувало наживо засідання Львівської обласної ради.
1 січня 1992 року «ЛТБ» перейшов з 8 на 6 аналоговий канал, а 1 серпня 1995 року «ЛТБ» почав перекривати програми «ОРТ», який перевели з 1-го на 6 канал, (до грудня 1995 року ретрансльовувало з ОРТ лише серіал «Тропікана») .
2 листопада 1996 року «ЛТБ», через рішення Верховної Ради про мораторій на ліцензування телерадіоорганізацій та проблеми з ліцензіями телеканалу «Інтер» та спільної програми всіх ОДТРК — «Україна», остаточно захопив частоту «6 каналу». Інакше, Львівська ОДТРК на каналі «Інтер» мала би мовити з 18:35 до 19:00, а якби Львівська ОДТРК стала частиною спільної програми ОДТРК «Україна», то «ЛТБ» мала б блок з 18:30 до 19:30, тоді як сам канал — у будні з 16:00 до 20:00 (з перервою на мовлення «ЛТБ»).
26 травня 1997 року, після перемовин, «Інтер» повернувся у львівський етер, але за умови, що «ЛТБ» о 20:00 транслюватиме власні новини «День» замість програми «Время».
1 липня 1999 року о 19:00, після тестового мовлення (16 червня, тестова таблиця), «ЛТБ» презентацією розпочало мовлення на 12 аналоговому каналі. Передавач системи SECAM потужністю 1 кіловат планували використовувати для трансляції «ЛТБ» та «науково-популярної програми ЦТ СРСР» ще до розпаду СРСР. Відтоді «ЛТБ» мовило 3 год на добу. Наприкінці літа того ж року сталося займання передавача 1 каналу на Львівській телевежі, тож «ЛТБ», поки передавач відновлювали, близько тижня ретрансльовувало під час перерви замість «Інтера» «1+1» та «УТ-2».
Влітку 2000 року «ЛТБ» ретранслював з 18:00 до 19:00 та з 22:00 до 0:00 ТРК «Говерла», що показувала музичні кліпи від «MTV». Згодом вони також транслювали кінофільми та програми власного виробництва про музику та кіно.
З 1998 року рекламою на «ЛТБ», як і на львівській версії «Інтера» до 1 вересня 2018 року, займалася ТРК «Інтер-захід», яка згодом, після відходу ТРК «Говерла» з «ЛТБ», допомогла «ЛТБ» ретранслювати супутникові телеканали «MTV», «O-TV», «Enter-music» та «Інтер+». При цьому, згідно домовленостей, «Інтер» та «Інтер+» мали мовити на Львівщині українською мовою. З осені 2002 до кінця весни 2005 року «ЛТБ» показувала програми і рекламу від телекомпанії «STV».
Восени 2002 року «ЛТБ» ретранслював «ТЕТ», з жовтня 2003 до 31 жовтня 2004 року — «Тоніс», а з 1 листопада 2004 до кінця весни 2005 року — «НТН» (з 11:00 до 14:00; 19:30 до 20:30 та з 0:00 до 1:15).
З 11 лютого 2003 року (під час тестування першого кольорового передавача) і у 2006 році телеканал «НТА» показував свої програми на «ЛТБ».
Під час Помаранчевої революції через «Львів-ТБ» ретранслювався «5 канал». З лютого 2004 до лютого 2014 року «Львівське телебачення» транслювалася у «телеселі» від концерну «Електрон» з одноватного передавача у Бориславі з осені 2005 до 29 травня 2009 року — «УТР», де йшли програми і Львівської ОДТРК. Також з цього часу і до 2015 року у записі (о 0:00 замість 20:30, і не в інтернеті) показували «Час країни» («КРДТРК») та їх спецпроєкт «Соціальні аспекти» (з 5 квітня до 27 червня 2012 року, щочетверга). Також були нетривалі покази програм місцевих телестудії («Галка», «Медіа-клуб» (до 2015 року виробляла програми «Вектор» та «Західний експрес»), ТРК «Разом», а також до 1 вересня 2010 року «Карпати-ТБ» (пресслужба ФК «Карпати»), «Львівського радіо» (в аудіоваріанті і до кінця 2017 року) та державних мовників з інших регіонів України.
З 2000-х років транслювалися програми «UA: Першого» (відбір на «Євробачення», з 2018 року), державні та релігійні святкування, дебати кандидатів на мера Львова Руслана Кошулинського та Андрія Садового у 2015 році, «Уряд на зв'язку з громадянами» тощо.
Також на каналі йшли домашні матчі жіночої збірної України з футболу у відборі на Чемпіонат світу-2015 проти Чорногорії та Англії на «Арені Львів» та дитячого турніру з футболу до Євро-2012. Крім того, тривалий час і до грудня 2017 року на «ЛТБ» та телеканалі «Рада» йшла програма Ярослава Кендзьора «Уроки» (зараз виходить на «5 каналі»).
З грудня 2005 по 29 травня 2009 року «Міст-ТБ» (згодом — «УТ-Захід» та «ZIK») ретранслював для «12 каналу» з 1:00 до 6:00 телеканал «Кіно». З червня до осені 2009 року для «12 каналу» «Львів-ТБ» ретранслював «Music Box», згодом і до кінця року також телеканали «Гумор ТБ» (у будні) та «Бабай ТБ» (у вихідні), згодом і до квітня 2010, коли «Львів-ТБ» припинив мовлення — знову «Music Box» (з 0:00 до 2:00). Згодом, «Львів-ТБ» повернувся, а 8 червня 2011 року зник, а 18 червня — знову повернувся і мовив за тимчасовим дозволом до оголошення результату конкурсу на мовлення на 12 аналоговому каналі. А 10 жовтня 2011 року припинив мовлення через програш на тому таки конкурсі.
З 31 травня до 29 листопада 2010 року «12 канал» ретранслював «УТР» з 17:00 до 18:00. Згодом і до 30 січня 2012 року у цей же час відновилося мовлення територіальних громад: ТРК «Сокаль» («Сокальські новини», виходило до 2015 року), «Новини Розточчя з Тарасом Лехманом», «Телефакт» із Самбора тощо. Також з 2007 року до 30 січня 2012 року транслювалася молодіжна програма телеканалу «Chatrix» (з 0:00 до 2:00 у вихідні та з 13:00 до 14:00 у суботу).
19 квітня 2013 року «12 канал» отримав логотип ТРК «Львів», з яким розпочав мовлення 27 грудня 2013 року.

### Суспільне мовлення
18 травня 2018 року телерадіокомпанія отримала логотип «UA: ЛЬВІВ», ставши філією українського Суспільного мовлення — Національної суспільної телерадіокомпанії України.
У серпні 2018 року телеканал перейшов у до мовлення у широкоекранному форматі 16:9.
2020 року відбулось переформатування філії, як на частину міжрегіональної платформи за участі всіх філій «Суспільного», скорочення кількості випусків новин, перехід ранкового шоу загальнонаціонального рівня «Ранок на Суспільному».
Вперше рейтинги «Суспільного Львів» вимірювало «GFK Ukraine» 2006 року. За їхніми результатами, тоді ще «ЛТБ» деякий час мав вищі рейтинги, ніж загальнонаціональні канали, за рахунок авторських проєктів. Точно відомо про вимірювання телерейтингів ТРК «Львів» 2013 року, але їхніх результатів не показували. Результати ще одного дослідження авдиторії «Суспільного Львів» Львівська філія НСТУ отримала від колег з Суспільного телебачення Швеції 12 листопада 2019 року, в рамках співпраці. Згідно з ними:
|  | Рівень довіри до загальнонаціональних телеканалів низький. Натомість локальні медіа, зокрема «UA:Львів», мають високий рівень довіри. Це також свідчить про неприпустимість скорочення мовлення у регіонах. |

Насправді, «скорочення», як згодом з'ясувалося, було «посиленням», а «ексранківці» вироблятимуть локальний контент і надалі. За даними Big Data UA, що вимірює рейтинги телеканалів серед користувачів IPTV, за липень 2020 року, частка авдиторії «Суспільного Львів» склала 0 %.
23 травня 2022 року в зв'язку з оновленням дизайн-системи брендів НСТУ телерадіокомпанія змінила назву на «Суспільне Львів».
З 20 листопада по 18 грудня 2022 року телеканал філії транслював Чемпіонат світу з футболу 2022.

На початку березня 2024 року на базі АСБ-2 відбувся запуск оновленої студії, з якої щодня ведуть прямі трансляції інформаційного проєкту «Суспільне Студія», а також проєктів місцевих каналів «Суспільного». 
«Ми повністю переоснастили цей павільйон. Повністю нове світлодіодне освітлення, яке дуже мало електроенергії споживає. Не знаю, чи ви на якомусь павільйоні ще побачите 10-метровий екран і три бокові поворотні екрани, на які можна виводити різні зображення. На великому екрані так само можна виводити багато зображень. У нас камери Sony з підтримкою 4К. Я знаю, що в Україні такого більше немає ніде. Наша студія входить до трійки найкращих в Україні, тому що навіть на комерційних каналах немає такого павільйону з такими можливостями», — розповідає начальник управління технічного забезпечення «Суспільне Львів» Віктор Козій.

## Телебачення
«Суспільне Львів» — український регіональний суспільний телеканал, який мовить на території Львівської області.

### Наповнення етеру
Етерне наповнення мовника — інформаційні, соціально-публіцистичні та культурно-мистецькі програми виробництва творчих об'єднань НСТУ та «Суспільне Львів».

#### Програми
- «Суспільне. Студія»
- «Суспільне Новини»
- «Суспільне Спорт»
- «Тиждень. Львів»

### Мовлення
Передача цифрового мовлення телеканалу відбувається в мультиплексі MX-5 (DVB-T2) у форматах 1080i 16:9 (HDTV).

#### Час мовлення
- У радянські часи, Львівське телебачення мовило до 2-3 годин на день[15];
- з 1992 до 1994 року «ЛТБ» мав нетривалі денні блоки;
- з 1995 року до 19 жовтня 1996 року — у будні, з 18:10; у суботу, з 6:45 та у неділю, з 6:50 і до 0:00, щодня;
- з 20 жовтня до 1 листопада 1996 року — у будні, з 18:30 до 19:30;
- з 2 листопада 1996 до 12 квітня 1998 року — щодня, з 20:00 до 20:40, а також, з 10:00 до 18:00 у будні та з 14:30 до 16:15, у вихідні, з 7:00 до 9:15;
- з 13 квітня 1998 до 31 травня 1999 року — у будні, з 13:00 до 18:10 та з 20:00 до 20:40;
- з 1 червня 1999 до 20 жовтня 2002 року — у будні, з 16:25 до 18:00, з 19:00 до 22:00 (з 1 липня 1999 року до літа 2000 року — з 13:00 до 16:25 та з 18:00 до 0:00) та новини «Вісник» (у червні 1999 року ввечері) та у вихідні — з 7:55 до 9:00 (з 2001 року — з 8:00 до 11:00);
- з 21 жовтня 2002 до 28 лютого 2005 року — з 8:00 до 11:00, з 13:00 до 16:25, з 17:00 до 0:00;
- З 1 березня до грудня 2005 року — з 6:55 до 11:00; з 16:00 до 19:30 та з 20:30 до 0:00 (з 14:00 до 16:00 мовив «Львів-ТБ», а з 11:00 до 14:00; з 19:30 до 20:30 та з 0:00 до 1:15 до кінця весни йшла ретрансляція «НТН»);
- З грудня 2005 до 29 травня 2009 — цілодобово;
- З 29 травня 2009 до 31 грудня 2017 року — з 6:00 до 0:00 (у будні — з перервою з 12:00 до 14:00; з 21:00 до 0:00 йшла ретрансляція телеканалу «УТ-Захід» (згодом — «ZIK») та з 0:00 до 4:00 (решта часу мовив «ZIK»);
- у 2018 році — з 7:00 до 10:00 та з 13:30 до 21:00;
- з 1 січня 2019 до 14 липня 2020 року — з 7:00 до 23:00[16];
- З 15 липня до 31 серпня 2020 року — з 6:00 до 22:00;
- З 1 вересня 2020 року до 10 січня 2021 року — з 6:00 до 23:00;
- З 11 січня 2021 року — цілодобово

## Радіо
У Львівській області НСТУ мовить на радіоканалі «Українське радіо Львів».

### Історія
Найдавніші документи організацій, правонаступником яких є теперішнє «Українське радіо. Львів», датовані березнем 1940 року. Але, за 10 років до того, мовила радіостанція «Polskie Radio Lwow» польською мовою. Через відсутність середньохвильових частот та затягування переговорів з місцевою владою щодо виділення для радіоцентру землі, керівництво «Польського радіо» вирішило тимчасово мовити на Східних торгах (зараз — Стрийський парк). Аби купити передавач, а у Польщі на це коштів не було, тоді довелося звернутися до приватної фірми з Італії «Marconi». Ця фірма надала позику, постачала передавач потужність два кіловати та комплекти для прийому радіосигналу. Вартість такого комплекту склала на той час 44 злотих. Роботи почались у грудні того ж 1929 року. Врешті, через це, землю на Пересенівці (у районі вулиць Панаса Мирного та Козелецької), де і планували звести радіоцентр, місцева влада так і не надала. Щоправда, «Польське радіо» вже вирішило мовити зі Східних Торгів. Мовлення з кількох веж висотою 76 метрів кожна на частоті 795 КГц почалося 15 січня 1930 року. За сприяння тої таки фірми «Marconi», 1931 та 1936 року «Польське радіо» змінювала передавачі на більш потужні (відповідно, до 16 та 50 КВт). Студія цієї радіостанції була на вулиці Князя Романа, 6 (тоді — Батореґо). 1 вересня 1939 року, коли почалася Друга світова війна, почала мовити радіостанція «РВ-94» (офіційно — з березня 1940 року). Під час німецької окупації стала мовити німецькомовна радіостанція «Rudfunkzender Lemberg». Згідно програми передач за 10, 13, 19 та 20 вересня 1941 року, 7—10 січня та 8, 9 лютого 1942 року, мовлення велося українською, польською, словацькою та російською мовою. З 16 серпня 1944 року знову мовить радянська «РВ-94». Переважно, це мікрофонні матеріали, фінансові звіти та постанова бюро Львівського обкому КПУ від 16.08.1944 року «Про радіообслуговування населення області», яким установлено не менш як 4-годинну роботу районних радіовузлів.
19 грудня 1947 року стало відомо про початок мовлення з Мурованого. Тоді на частоті 934 КГц почав мовити «РВ-94». У 1951 році, крім цього, стало відомо і про початок мовлення на частоті 794 КГц радіостанції «РВ-149».
У повоєнні роки відбувалось зростання тривалості етерного часу, збільшення зони обслуговування та технічне переозброєння радіокомплексу, запроваджувались нові форми роботи, програми, рубрики тощо.
У квітні 1960 року розпочалась підготовка до повного переводу місцевого радіомовлення на УКХ-ЧМ передавачі, яке розпочалося наприкінці 1957 року. Тоді на частоті 65,2 МГц мовила «Перша», а на частоті 67,8 МГц — і «Друга програма всесоюзного радіо». У 1960 році припинилися львівські вставки на «Першій програмі» та «РВ-94», що з 1960 року мовила на 935 КГц (не було і на 1241 КГц).
У 1966—67 роках запроваджується трипрограмне провідне радіомовлення, де мовить і «Львівське радіо».
З липня 1968 року почали виходити передачі Ростовського та Ряшівського радіо.
1964 року Львівське радіо започаткувало популярну передачу на міські теми «Рідне місто моє», найкращі традиції якої пізніше продовжувала програма «Місто». Перша передача, яка вийшла 1 червня у День захисту дітей, була присвячена цій темі. Також, у ній йшлося про роботу науковців Львівського інституту охорони матері і дитини, про перший львівський трамвай, спорудження готелю «Інтурист», кооперативне будівництво у Львові та міські новини.
21 жовтня 1958 року на засіданні обласного комітету по радіомовленню і телебаченню ухвалили рішення «про запровадження позивних Львівського радіо… використавши для цього мотив з гімну» «Гімн» Івана Франка.

### Наповнення етеру

#### Програми
- «Ранок з Українським радіо Львів»
- «РадіоДень»
- «Про важливе»
- «Смачні розмови»
- «#ВажливоЗнати»
- «Безвідходні»
- «Екологіка»

### Мовлення
- Бориня — 90,0 МГц
- Борислав — 93,9 МГц
- Броди — 104,0 МГц
- Верхнє — 91,1 МГц
- Добромиль — 105,6 МГц
- Задільське — 91,8 МГц
- Козьова — 105,3 МГц
- Красне — 100,2 МГц
- Лімна — 104,1 МГц
- Львів — 103,3 МГц
- Новий Розділ — 92,2 МГц
- Підбуж — 88,7 МГц
- Підгородці — 105,7 МГц
- Сколе — 103,3 МГц
- Славське — 100,4 МГц
- Старий Самбір — 100,5 МГц
- Турка — 106,9 МГц
- Червоне — 102,8 МГц
- Червоноград — 98,5 МГц
- Ясениця — 91,4 МГц

#### Час мовлення
- З 15 січня 1930 до 1 вересня 1939 року — з 17:45 до 20:00
- Під час Німецької окупації, «Львівське радіо» мовило з 8:00 до 2:00
- У радянські часи мовило 2—3 години на день[18]
- З 2016 року — з 7:10 до 8:00; з 12:10 до 13:00; з 17:10 до 18:00; з 20:10 до 20:50.
- З квітня 2020 року — у будні з 7:10 до 8:00; з 12:10 до 13:00 (у дні роботи Верховної Ради України — до 12:40) та з 17:10 до 18:00.

## Діджитал
У діджиталі телерадіокомпанія «Суспільне Львів» представлена вебсайтом та сторінками у Facebook, Instagram, YouTube та Telegram. Крім того, на сайті «Суспільне Новини» є розділ про новини Львівщини.

## Логотипи
Телерадіокомпанія змінила 3 логотипи. Нинішній — 4-й за рахунком.
| Логотип | Опис                                             |
| ------- | ------------------------------------------------ |
|         | Логотип з січня 2001 року до 18 квітня 2013 року |
|         | Логотип з 19 квітня 2013 до 15 липня 2018 року   |
|         | Логотип з 16 липня 2018 до 22 травня 2022 року   |
|         | Логотип з 23 травня 2022 року дотепер            |

### Хронологія назв
| Дата      | Назва             |
| --------- | ----------------- |
| 1995—2000 | «6 канал»         |
| 2001—2013 | «12 канал»        |
| 2013—2018 | «ТРК «Львів»      |
| 2018—2022 | «UA: Львів»       |
| з 2022    | «Суспільне Львів» |

## Відомі особистості
У 1960—1963 роках у редакції програм для молоді Львівського телебачення працював громадський діяч, політик та десидент В'ячеслав Чорновіл.

## Критика

### Скандали
31 грудня 2017 востаннє вийшов «Концерт вітань», що виходило з 1977 року, о 14:00, щонеділі — спершу з Романом Лемехою, а потім і з Петром Остапишиним. Остапишин каже, що йому причину не пояснили. Він каже, що були замовлення на 2018 рік, додавши, що пісні з привітанням приносили прибуток у 20-25 тисяч гривень, а така послуга коштувала 400 гривень. На «UA: ЛЬВІВ» сказали, що причина у порушенні авторських прав та реформі Суспільного мовника.

### Корупція
2006 року Рахункова палата України з'ясувала, що Львівська ОДТРК 2005 та 2006 року розміщувала суспільно-політичну програму «Місто», згідно угоди, за 30,13 грн./хв. У розділі «Інші», також розміщували програми «Діловий тиждень» («НТА»), «Переможний голос віруючого» (ТБ «Міст», випускали її до 2015 року), «Автодрайв», «Насамперед», «Реклама» (з осені 2002 до кінця весни 2005 року); «STV» (ТРК «ЕС-ТІ-ВІ»), «Телефортуна» («Уніка-ТВ»), «Галка представляє» (згодом — телеканал «Галка») (ТзОВ ТК «Галка-ТВ»), «Ратуша» та «Шахтарські горизонти» (ДП «Львіввугілля»). Загальна вартість показу всіх цих програм, яку сплатила Львівська ОДТРК, складає 300 тисяч гривень, яку керівництво ОДТРК, як вважають у Рахунковій палаті, використали з держбюджету незаконно. За їх даними, Львівська ОДТРК не виконала необхідні заявлені потреби на телебачення та радіомовлення, а 65 % етерного часу на ОДТРК складали повтори власних та показ програм інших ТРК, соціальна реклама, анонси та художні фільми. В ОДТРК на це тоді не відреагували.

## Підпорядкування
До 2017 року Львівське телерадіомовлення було під державним контролем СРСР та України. З 2017 року «Суспільне Львів» фінансується державою як частина АТ «НСТУ», у яку держава не втручається через заборону на це законом.
- З 1 вересня 1939 року до 21 червня 1941 року — Обласний радіокомітет;
- З 22 червня 1941 до 1944 року — Рейхстаг Лемберга
- З 1944 до 1947 року — Обласний комітет радіофікації та радіомовлення;
- З 1947 року до 31 грудня 1953 року — Обласний комітет радіоінформації;
- З 1 січня 1954 року до 1957 року — Відділ (згодом — обласна редакція) радіоінформації обласного управління культури;
- З 1957 до 1971 року — Комітет радіомовлення при виконком Львівської обласної ради депутатів трудящих;
- З 1971 до 1 грудня 1991 року — Комітет Львівського облвиконкому з телебачення та радіомовлення
- З 2 грудня 1991 року до 31 грудня 1994 року — Управління з питань телебачення та радіомовлення Львівської обласної державної адміністрації;
- З 1 січня 1995 року до 18 січня 2017 року — Державний комітет України з питань телебачення і радіомовлення;
- З 19 січня 2017 року і по теперішній час — Національна суспільна телерадіокомпанія України.